# 1841

## Събития
- ? – Открити са Мерзебургските заклинания от Георг Вайц.
- ? – Захарий Зограф се жени в Самоков за Катерина Хаджигюрова.
- 1 март – Просветителят и общокултурен деец Атанас Иванов открива в Стара Загора Взаимно училище към храма „Св. Николай Чудотворец“. Негов пряк наследник е днешното VI Основно училище „Св. Никола“.
- 4 април – Джон Тайлър става 10-ият президент на САЩ.
- 31 май – Основано е Сръбското книжовно дружество.

## Родени
- ? – Анри Файол, френски учен
- ? – Антонин Колар, чешки архитект
- ? – Арнолд Ремлинген, руски офицер
- ? – Димитър Поптенев Енчев, български възрожденец
- ? – Дядо Симо, български революционер
- ? – Петър Димитров, български църковен и просветен деец
- ? – Стоил войвода, българския революционер
- 21 януари – Едуар Шуре, френски писател и мистик
- 28 януари – Хенри Мортън Стенли, уелско-американски пътешественик
- 11 февруари – Йоан Караяни, румънски фолклорист
- 25 февруари – Пиер-Огюст Реноар, френски художник
- 3 март – Джон Мъри, британски океанограф от шотландски произход
- 28 април – Николай Маковски, руски художник, передвижник († 1886 г.)
- 7 юни – Карл Лемох, руски художник от немски произход († 1910 г.)
- 13 юли – Ото Вагнер, австрийски архитект
- 8 септември – Антонин Дворжак, чешки композитор
- 13 септември – Валери Еляш Радзиковски, полски художник
- 28 септември – Жорж Клемансо, френски политик
- 14 октомври – Ито Хиробуми, японски политик
- 9 ноември – Едуард VII, британски монарх
- 11 ноември – Албърт Маркам, английски адмирал
- 21 ноември – Луиджи Мария Албертис, италиански естественик
- 6 декември – Фредерик Базил, френски художник
- 20 декември – Фердинан Бюисон, френски политик
- 22 декември – Ото Пипер, немски изследовател
- 27 декември – Филип Шпита, музикален учен

## Починали
- 17 февруари – Фердинандо Карули, италиански композитор
- 16 март – Феликс Савар, френски учен
- 4 април – Уилям Хенри Харисън, 9-и президент на САЩ
- 23 април – Едмънд Фанинг, американски мореплавател
- 31 май – Джордж Грийн, английски физик
- 27 юли – Михаил Лермонтов, руски писател
- 9 септември – Огюстен Пирам дьо Кандол, швейцарски ботаник
- 9 октомври – Карл Фридрих Шинкел, германски архитект
- 21 ноември – Никола Клеман, френски химик